# Bawwabijja
Bawwabijja (arab. بوابية) – miejscowość w Syrii, w muhafazie Aleppo. W 2004 roku liczyła 2790 mieszkańców.